# Max Storfinger
Max Storfinger (* 20. Januar 1904 in Emmerting; † 1. Mai 1945 in Altötting) war ein deutscher römisch-katholischer Elektromonteur und Märtyrer.

## Leben
Max Storfinger war zusammen mit Monsignore Adalbert Vogl, Josef Bruckmayer, Josef Kehrer, Ludwig Schön, Hans Riehl, Josef Stegmair, Adam Wehnert und Martin Seidel Ende April 1945 Opfer der zu den Endphaseverbrechen zählenden Bürgermorde von Altötting. Im Moment des Heranrückens der US-Truppen hatten sie versucht, ihre Heimatstadt von der NS-Herrschaft zu befreien, um damit eine Zerstörung zu verhindern.
Max Storfinger wurde am 1. Mai bei einer Demonstration für die kampflose Übergabe von Altötting von einem SS-Kommando willkürlich aus der Menge herausgegriffen und erschossen.

## Gedenken
Die deutsche Römisch-katholische Kirche hat Max Storfinger als Märtyrer aus der Zeit des Nationalsozialismus in das deutsche Martyrologium des 20. Jahrhunderts aufgenommen.